# El Listo

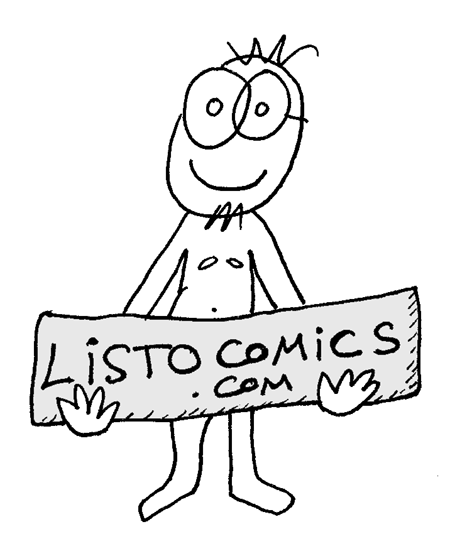
El Listo, dibujado por Xavier Àgueda

El Listo es un personaje de cómic protagonista de la serie de historietas de título homónimo (El Listo) realizadas desde 2003 por Xavier Àgueda (guion) y Octavi Navarro (dibujos), y a partir de 2005 por Xavier Àgueda en solitario. Es una de las tiras cómicas españolas de mayor tirón popular.

## Trayectoria editorial

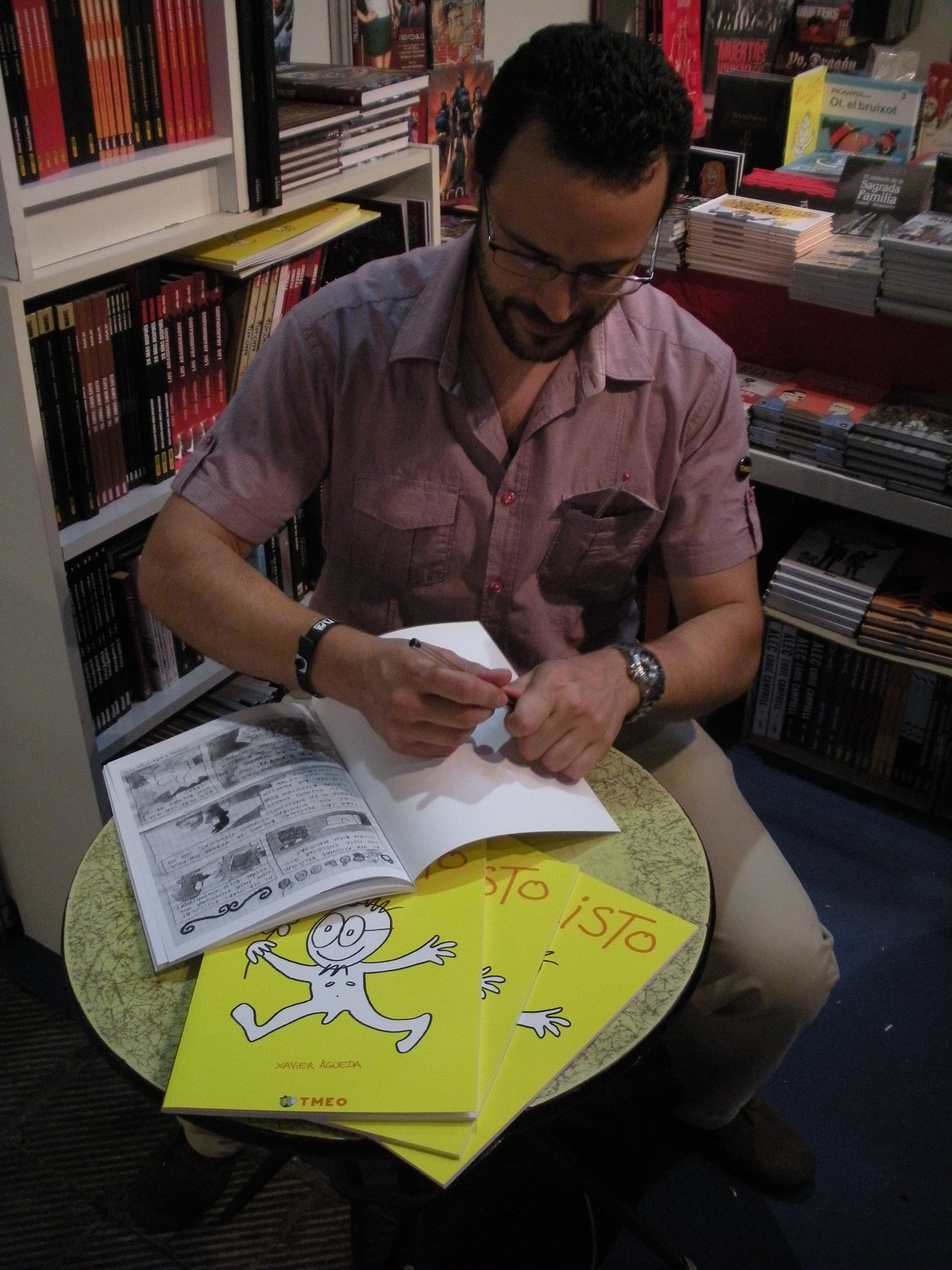
Xavier Àgueda en una firma de ejemplares en la edición del 2011 del Salón de Barcelona.

El Listo empezó a publicarse en una web realizada con el Dreamweaver por sus propios autores.
Posteriormente ha ido apareciendo de forma más o menos regular en diversas revistas:
- TMEO: 20 años de humor úrico (desde el número 94, julio de 2007)[2]
- Cretino: Tebeos sin prestigio, 100% underground (desde el número 19, julio de 2008)[2]
- Monográfico: Revista cultural, gratuita y coleccionable  (desde el número 101, enero del 2005)[2]
- Le Potage: Revista mensual gratuita de cómics (desde el número 7, diciembre de 2007)
- WEEzine: El fanzine del WEE (desde el número 1)
- CEESC: Revista oficial del Colegio de Educadoras y Educadores Sociales de Cataluña (CEESC) (desde el número 28, febrero del 2005, hasta el número 41, octubre del 2007)[3]
- Distorsió: La revista de la ETSETB (desde el número 52)

Los siguientes libros contienen también alguna viñeta del Listo:
- El gran libro de la cinefilia: La recopilación de artículos de cachondeo cinéfilo de Xavier Àgueda (ISBN:978–84–613–5290–6)[3]
- Humoristas por la Libertad de Prensa: Reporteros sin Fronteras recopila viñetas de Máximo, Eneko, Azagra, Santi Orué, JRMora, Rodera…(ISBN:978-84-612-0600-1)
- Cómics 2.0: Antología del webcómic: Los greatest hits de la webcomicada en español, recopilados por David Prieto, con prólogo de Listo Entertainment. (ISBN:978-84-613-4453-2)
- Spooky Volumen 1: Libro recopilatorio del webcómic Spooky de Álex Muñoz, con algunas viñetas de artistas invitados. (ISBN:978-84-613-3590-9)
- Clickina!: Libro recopilatorio del webcómic Clickina de Runtime-Error, con algunas viñetas de artistas invitados.

Y ocasionalmente también han aparecido cómics del Listo en las siguientes revistas y fanzines:
- El Escéptico: La revista para el fomento de la razón y la ciencia (número 26, abril de 2008)
- El Cometa: Revista infantil y literaria de la Sexta Región de Chile (números 1 y 2, octubre y noviembre de 2009)
- La Nevera: La revista del Consell de l’Estudiantat de la Universitat Politècnica de Catalunya (número 1, julio de 2007)
- Hartos de Arte: Cómic-catálogo de la exposición Hartos de Arte (mayo de 2009)
- Bipolar: Riojano fanzine editado por Hernán Yaniquini (número 2, noviembre de 2009)
- Pez: Fanzine sobre fanzines y artefactos comunicativos (número 6, marzo de 2009)
- Revista Elèctric: Cómic programación del Bar Elèctric (noviembre de 2008)
- El Cubo: Fanzine gratuito mensual de creación activa (número 24, abril de 2007)
- El Ajopringue: Revista kultural de turbias intenciones (números 10 y 12, septiembre de 2008)
- El Mohal: El fanzine del Gran Blanco (número 3, diciembre de 2007)
- Kristal: Sol y rabia desde el Sur, fanzine alternativo andaluz (número 62, febrero de 2008)
- Revista Replicante: Ideas para un país en ruinas (número 20, agosto de 2009)
- Ciberpaís: Suplemento tecnológico de El País (17 de septiembre de 2009)

En el 2011, salió a la venta su primer álbum recopilatorio: "El Listo", editado por Ezten Kultur Taldea como número 42 su colección TMEO y con prólogo de Mauro Entrialgo.

## Temática y estilo
Las viñetas del Listo reflejan el mundo de los jóvenes sobretitulados y sus problemas con sarcasmo, humor y resignación. Están dirigidas a lectores adultos y oscilan entre el humor intimista y reconocible hasta el ocasional humor grueso de los chistes de apareamientos.
Las viñetas suelen ir acompañadas de una voz en off en primera persona que les da una apariencia autobiográfica, y la mayoría de capítulos podrían clasificarse dentro del género "slice of life", aunque ocasionalmente se cuentan historias más inverosímiles. Todo ello con un estilo caracterizado por trazo limpio y económico que puede dar apariencia de cutre.
Ocasionalmente se han realizado cómics del Listo con otros dibujantes (Javier Garrón, Sergio Sánchez Morán, Runtime-Error, Juan Carlos Bonache...), cada uno aportando su estilo propio y dotando al personaje de apariencias físicas bastante dispares, pero siempre con gafas y perilla.

## Personajes
En su mayoría, los personajes de la serie constituyen caricaturas de la juventud actual:
- El Listo: reconocible por sus gafas y perilla, su nombre auténtico es Evaristo Peña. Ingeniero desempleado de treinta años[5] y con modestas habilidades sociales. Tiene pocos amigos, no tiene novia, no tiene trabajo y todavía vive con sus padres. Asume la voz de narrador.
- Borja: reconocible porque siempre lleva un cigarrillo en los labios, es un joven antisistema y contracultural, cuya confusa ideología oscila entre el anarquismo y el comunismo. En las primeras temporadas aparece con cresta punk, pero luego adoptó una estética de skin-head.
- Tito: pequeñito y repeinado, su principal característica es una exagerada timidez.
- El Cachas: alto, fuerte y rubio, encarna el estereotipo de persona físicamente atractiva pero intelectualmente limitada.
- El Gordo: a pesar de su sobrepeso, es el personaje más equilibrado de la historieta, y el único dispuesto y capaz de mantener una relación estable.
- El pedante con bufanda: no tiene nombre ni apodo conocido, se le reconoce por sus gafas de montura de pasta y su bufanda, y caricaturiza a los intelectuales "de letras".
- La educadora: resignada profesional con sentimientos ambivalentes hacia la educación social, coprotagoniza las tiras cómicas del Listo que aparecen en la revista del CEESC.

## Exposiciones
Viñetas del Listo han aparecido también en las siguientes exposiciones:
- Especula en Acción (Antequera, 2006)
- Humor Gráfico por la Libertad de Prensa (Madrid, 2007)
- Salón del Humor Erótico de Cuba (Santa Clara, 2008)
- Diez años después del desastre de Aznalcollar (Sevilla, 2008)
- Hartos de Arte (Vitoria, 2009)
- Escolta Espanya! ep, que hi ha algú? (Barcelona 2011)
- Lo importante es participar (Museo del cómic, Calpe 2011)[3]
- Instagráfico, (Sagunto, 2021)